# باتريون
باتريون (بالإنجليزية: Patreon)‏ هي منصة اشتراك تتيح للمبدعين أدوات وخدمات لدعم أعمالهم. تساعد المنصة الفنانين وصانعي المحتوى على تحقيق دخل شهري من خلال تقديم مكافآت ومزايا حصرية لمشتركيهم.
تحظى باتريون بشعبية واسعة بين صانعي المحتوى على منصات مثل اليوتيوب، فناني الويب كومكس، الكُتاب، أصحاب البث الإلكتروني، الموسيقيين، والمبدعين الآخرين الذين ينشرون إبداعاتهم عبر الإنترنت. ويُسمح للفنانين بتلقي التمويل مباشرة من معجبيهم، أو الرعاة، إما بشكل مستمر أو لكل عمل فني.

## التأسيس والتاريخ
بدأت هذه الشركة عام 2013 بواسطة الموسيقي جاك كونتي والمطور سام يام، ومقرها سان فرانسيسكو، وتتقاضى مقابل خدمتها، عمولة بين ال5% وال12% من إيرادات المستخدم.